# ناروتو شيبودن (الموسم 9)
الموسم التاسع من مسلسل ناروتو شيبودن مستوحى من الجزء الثاني من مانغا ناروتو لمؤلفها ماساشي كيشيموتو. بدأ عرض الموسم التاسع في 2 سبتمبر 2010 على تلفاز طوكيو في اليابان وانتهى عرضه 27 يناير 2011. الموسم التاسع هو استرجاع فني لعدة نقاط في السلسلة قبل جزء شيبودن، ويعرض مغامرات أكثر للفريق السابع ونينجا القرية الآخرين. أُصدر الموسم بصيغة دي في دي بعنوان فصل الماضي: بؤرة قرية الورق (過去篇～木ノ葉の軌跡～ كاكو هين: كونوها نو كيسيكي)، وقد أصدرت أنبليكس المجلد الأول في 6 أبريل 2011. أخرج الحلقات هاياتو داتيه وأنتجها إستديو بيرو وتلفاز طوكيو. في 2 يناير 2009، بدأت فيز ميديا وكرانشي رول بتوفير ترجمة للحلقات ناروتو شيبودن.
يحتوي المسلسل خمس شارات موسيقية: اثنان للبداية وثلاثة للنهاية. شارة البداية الأولى "عالم شفاف سابقًا" (透明だった世界 توميه داتَّا سيكاي) أداها موتوهيرو هاتا واستخدمت من الحلقة 176 حتى 179. الشارة الثانية هي «غواص» أداها نيكو تاتشز ذا وول واستخدمت من الحلقة 180 حتى 196. شارة النهاية الأولى هي "ألعاب نارية عابرة" (うたかた花火 أوتاكاتا هانابي) أداها سوبرسل واستخدمت من الحلقة 176 حتى 179. شارة النهاية الثانية هي «تستطيع فعلها!» (U Can Do It!) أداها دومينو واستخدمت من الحلقة 180 حتى 192. شارة النهاية الثالثة "أوركسترا منتصف الليل" (真夜中のオーケストラ مايوناكا نو أوركسترا) أداها أكوا تايمز من الحلقة 193 حتى 196.

## أحداث الموسم
يتمحور هذا الموسم حول تاريخ كونوها وماضي وأهم ذكريات بعض النينجا المارقين بها (ناروتو أوزوماكي وإيروكا وروك لي وإينو يامانكا وشيكامارو نارا وتشوجي أكيميتشي - الذين يعرفون بإينو-شيكا-تشو - وكونوهامارو ساروتوبي وتن تن ونيجي هيوغا وغارا وإيناري وساكورا هارونو والنينجا الهارب ساسكي أوتشيها) وبعض الحقائق القديمة عنهم ويرتكز أساسًا على اختبار التشونين سابق لكونوها والمهمات المعطاة لفرقهم وأداء هؤلاء النينجا به والروابط التي تجمع بينهم.

## قائمة الحلقات
| رقم الحلقة                                                                      | عنوان الحلقة                                                                        | فصول المانغا                                                                    | تاريخ العرض الأصلي                                                              |
| فصل الماضي: بؤرة قرية الورق (過去篇～木ノ葉の軌跡～ كاكو هين: كونوها نو كيسيكي) | فصل الماضي: بؤرة قرية الورق (過去篇～木ノ葉の軌跡～ كاكو هين: كونوها نو كيسيكي)     | فصل الماضي: بؤرة قرية الورق (過去篇～木ノ葉の軌跡～ كاكو هين: كونوها نو كيسيكي) | فصل الماضي: بؤرة قرية الورق (過去篇～木ノ葉の軌跡～ كاكو هين: كونوها نو كيسيكي) |
| ------------------------------------------------------------------------------- | ----------------------------------------------------------------------------------- | ------------------------------------------------------------------------------- | ------------------------------------------------------------------------------- |
| 176                                                                             | «إيروكا المعلم المبتدئ» "شينماي كيوشي إيروكا" (新米教師イルカ)                      | 450                                                                             | 2 سبتمبر 2010                                                                   |
| 177                                                                             | «محنة إيروكا» "إيروكا نو شيرين" (イルカの試練)                                      | حصرية                                                                           | 9 سبتمبر 2010                                                                   |
| 178                                                                             | «قرار إيروكا» "إيروكا نو كيتسوي" (イルカの決意)                                     | 449-450                                                                         | 16 سبتمبر 2010                                                                  |
| 179                                                                             | «كاكاشي هاتاكي، الجونين المسوؤل» "تانتو جونين هاتاكي كاكاشي" (担当上忍はたけカカシ) | 450                                                                             | 30 سبتمبر 2010                                                                  |
| 180                                                                             | «شجاعة إيناري تحت الاختبار» "إيناري، تاميساريرو يوكي" (イナリ、試される勇気)        | 451                                                                             | 7 أكتوبر 2010                                                                   |
| 181                                                                             | «مدرسة انتقام ناروتو» "ناروتو، أداوتشي شينانجوكو" (ナルト、仇討ち指南塾)            | 451                                                                             | 14 أكتوبر 2010                                                                  |
| 182                                                                             | «رابطة غارا» "غارا كيزونا" (我愛羅『絆』)                                           | حصرية                                                                           | 21 أكتوبر 2010                                                                  |
| 183                                                                             | «ناروتو: الخروج عن السيطرة» "ناروتو: أوْتوبريكو" (ナルト・アウトブレイク)            | حصرية                                                                           | 28 أكتوبر 2010                                                                  |
| 184                                                                             | «انتشار! فريق تن تن» "شوتسوغيكي! تن تن هان" (出撃! テンテン班)                      | حصرية                                                                           | 4 نوفمبر 2010                                                                   |
| 185                                                                             | «منطقة حيوان» "أنيمارو بانغايتشي" (アニマル番外地)                                  | حصرية                                                                           | 11 نوفمبر 2010                                                                  |
| 186                                                                             | «آه، دواء الشباب» "آه، سيشون نو كانبوغان" (ああ、青春の漢方丸)                      | حصرية                                                                           | 18 نوفمبر 2010                                                                  |
| 187                                                                             | «المعلم الشجاع والتلميذ: التدريب» "دوكونجو شيتيه شوغيوهين" (ド根性師弟修業編)       | حصرية                                                                           | 25 نوفمبر 2010                                                                  |
| 188                                                                             | «سجل معلم النينجا الشجاع والتلميذ» "دوكونجو شيتيه نينبوروكو" (ド根性師弟忍風録)     | حصرية                                                                           | 25 نوفمبر 2010                                                                  |
| 189                                                                             | «موسوعة مخالب ساسكي» "ساسكي نو نيكوكيو تايزن" (サスケの肉球大全)                    | حصرية                                                                           | 2 ديسمبر 2010                                                                   |
| 190                                                                             | «ناروتو والمحارب القديم» "ناروتو تو روهيه" (ナルトと老兵)                           | حصرية                                                                           | 9 ديسمبر 2010                                                                   |
| 191                                                                             | «قصة حب كاكاشي» "كاكاشي كيويتا" (カカシ恋歌)                                        | حصرية                                                                           | 16 ديسمبر 2010                                                                  |
| 192                                                                             | «سجلات نيجي» "نيجي غايدن" (ネジ外伝)                                                | حصرية                                                                           | 23 ديسمبر 2010                                                                  |
| 193                                                                             | «الرجل الذي مات مرتين» "نيدو شيندا أوتوكو" (二度死んだ男)                           | حصرية                                                                           | 6 يناير 2011                                                                    |
| 194                                                                             | «أسوأ ثلاثة في سباق الأرجل» "ساياكو نو نينينسانكياكو" (最悪の二人三脚)              | حصرية                                                                           | 13 يناير 2011                                                                   |
| 195                                                                             | «عمل الفريق العاشر الجماعي» "رينكيه، دايجوبَّان" (連携、第十班)                       | حصرية                                                                           | 20 يناير 2011                                                                   |
| 196                                                                             | «التوجه نحو الظلام» "يامي إي نو شيسُّو" (闇への疾走)                                  | حصرية                                                                           | 27 يناير 2011                                                                   |

## إصدارات منزلية
| مجلد | تاريخ        | أقراص | حلقات   | مرجع  |
| ---- | ------------ | ----- | ------- | ----- |
| 1    | 6 أبريل 2011 | 1     | 176–179 | [ 5 ] |
| 2    | 11 مايو 2011 | 1     | 180–183 | [ 5 ] |
| 3    | 1 يونيو 2011 | 1     | 184–189 | [ 5 ] |
| 4    | 6 يوليو 2011 | 1     | 190–193 | [ 5 ] |
| 5    | 3 أغسطس 2011 | 1     | 194–196 | [ 5 ] |